# Floriana Lima
Floriana Lima (ur. 26 marca 1981 w Cincinnati) – amerykańska aktorka, która wystąpiła m.in. w serialu Supergirl.

## Filmografia
| Rok       | Tytuł                           | Rola             | Uwagi               |
| --------- | ------------------------------- | ---------------- | ------------------- |
| 2008      | Terminator: Kroniki Sary Connor | Franny           | 1 odc.              |
| 2008      | Jak poznałem waszą matkę        | Haley            | 1 odc.              |
| 2008      | Privileged                      | Barmanka         | 1 odc.              |
| 2008      | Mój śmiertelny wróg             |                  | 1 odc.              |
| 2009      | Zaklinacz dusz                  |                  | 1 odc.              |
| 2009      | Melrose Place                   | Carla            | 1 odc.              |
| 2008–2009 | Poor Paul                       | Elizabeth        | gł. obsada, 19 odc. |
| 2010      | Kings by Night                  | Amanda           | film TV             |
| 2010      | Dr House                        | Gabriella        | 1 odc.              |
| 2010      | In Plain Sight                  | Robin Cusato     | 1 odc.              |
| 2010      | Glory Daze                      | Maya             | 2 odc.              |
| 2011      | The Nine Lives of Chloe King    | Lilah Montiero   | 1 odc.              |
| 2011      | Franklin & Bash                 | Amelia           | 1 odc.              |
| 2012–2013 | Lekarz mafii                    | Rosa Quintero    | gł. obsada          |
| 2013      | Hawaii Five-0                   | Allison Hutchins | 1 odc.              |
| 2014      | Psych                           | Love             | 1 odc.              |
| 2015      | Allegiance                      | Michelle Prado   | 8 odc.              |
| 2016      | Rodzina Warrenów                | Bridey Cruz      | 12 odc.             |
| 2016–2018 | Zabójcza broń                   | Miranda Riggs    | 9 odc.              |
| 2016–2017 | Supergirl                       | Maggie Sawyer    | gł. obsada          |
| 2019      | Punisher                        | Krista Dumont    | gł. obsada          |
| 2020-2021 | A Million Little Things         | Darcy            | gł. obsada          |